# Adelativ
Adelativ är ett grammatiskt kasus som anger rörelse från någonstans. Kasuset förekommer i lezginska, där det också används med verbet "kunna" och uttrycker en oavsiktlig händelse.